# Anna Bonitatibus
Anna Bonitatibus (geboren in Potenza, Basilicata, Italien) ist eine italienische Opernsängerin (Mezzosopran).

## Leben
Bonitatibus begann bereits im Alter von neun Jahren mit der Musikausbildung. Sie absolvierte weitere Ausbildungen in den Fächern Klavier und Gesang jeweils mit Bestnoten und erstritt Siege bei verschiedenen internationalen Gesangswettbewerben. 1993 schloss sie ihre Studien mit einem Diplom im Fach Operngesang am Conservatorio Niccolò Paganini di Genova ab.
Bonitatibus ist heute (2015) eine der bekanntesten Charakterdarstellerinen des italienischsprachigen Opernfachs mit einem Repertoire von circa 50 Opern. Dazu gehören Interpretationen der wichtigsten und bekanntesten Opern von Georg Friedrich Händel wie Tolomeo, Deidamia und Tamerlano,  Wolfgang Amadeus Mozart wie Don Giovanni unter Riccardo Muti, Le nozze di Figaro bis Gioachino Rossini mit La Cenerentola an der Bayerischen Staatsoper. An der Wiener Staatsoper sang sie Cherubino in Le nozze di Figaro, Rosina in Il barbiere di Siviglia und Isabella in L’italiana in Algeri.
2016 war sie für den International Opera Award als beste Sängerin nominiert. 2023 wurde sie mit dem Händelpreis der Stadt Halle geehrt.

## CD
- Domenico Scarlatti: Lettere amorose – Cantatas, Sonatas & Operatic Duets, mit Patrizia Ciofi, Il complesso barocco, Alan Curtis. Virgin veritas, 2003 (CD).
- Domenico Cimarosa: Gli Orazi e i Curiazi. (als Curiazio) mit Kirsten Blaise, Lisa Larsson, Andreas Karasiak u. a., Chor und Orchester der Ludwigsburger Festspiele, Michael Hofstetter. Oehms Classics, 2006 (2 CDs)
- Georg Friedrich Händel: Deidamia. (als Ulisse) Mit Simone Kermes, Dominique Labelle, Anna Maria Panzarella, Furio Zanasi, Antonio Abete, Il Complesso Barocco, Alan Curtis. Virgin veritas, 2003 (3 CDs)
- Georg Friedrich Händel: Tolomeo. (als Elisa) Mit Ann Hallenberg, Karina Gauvin, Romina Basso, Pietro Spagnoli, Il Complesso Barocco, Alan Curtis. Archiv, 2008 (3 CDs)
- Rossini – Un Rendez-vous – Ariette e Canzoni mit Marco Marzocchi (Klavier), September 2010, RCA Red Seal[2][3]
- Simon Mayr: Ginevra di Scozia. mit Magdalena Hinterdobler, Stefanie Irányi, Münchner Rundfunkorchester, George Petrou. Oehms Classics, 2014 (3 CDs)
- Semiramide: La Signora Regale, Arien und Szenen von Antonio Caldara, Nicola Porpora, Leonardo Vinci, Niccolò Jommelli, Andrea Bernasconi, Tommaso Traetta, Giovanni Paisiello, Giovanni Battista Borghi, Sebastiano Nasolini, Giacomo Meyerbeer, Gioachino Rossini, Manuel Garcia u. a. (2 CDs) Mit der Accademia degli Astrusi und La Stagione Armonica unter Federico Ferri. 2014, Sony Music (erhielt den International Opera Award 2015)
- En Travesti, Arien von Händel, Vivaldi, Mozart, Gluck/Berlioz, Meyerbeer, Rossini, Bellini, Donizetti, Offenbach, Mascagni, Puccini, Massenet, Richard Strauss, Ravel, Henry Mancini. Mit dem Münchner Rundfunkorchester, Corrado Rovaris. BR-Klassik, 2018 (CD)
- Monologues, Werke von Zingarelli, Rossini, Donizetti, Wagner, Respighi, Viardot und Bonis. Mit Adele d'Aronzo (Klavier). Prospero, 2023 (Doppel-CD)[4]